# Séminaire des prêtres irlandais
Le séminaire des prêtres irlandais, fondé l'an 1690 à Nantes, dans le quarter environnant le quai de la Fosse, avait pour supérieur le père O'Byrn, docteur en Sorbonne. Il a donné son nom à une rue mal famée, la « rue des Irlandais », qui s'est fondue ensuite avec sa voisine, la « rue des Catherinettes » (actuelle rue Hippolyte-Durand-Gasselin), près du musée Dobrée.
Au même moment, trois évêques exilés, Messeigneurs Robert Barry (of Cork), Cornelius O'Keeffe (en) (of Limerick) et Patrick Comerford (of Waterford), de la communauté des Irlandais de Nantes habitent la ville. Les fils des négociants irlandais de Nantes y reçurent l'instruction. Le 24 mars 1767, des lettres patentes confirment son existence, avec permission d'acquérir par dons et legs de quoi se développer.
Le manoir de la Touche, après avoir été la résidence des évêques de Nantes, abrita le séminaire des prêtres irlandais de Nantes, du XVIIe siècle à la Révolution. Cet édifice du XVe siècle a été remanié au XIXe siècle après son acquisition par Thomas Dobrée (1810-1895), qui l'a légué au département de la Loire-Atlantique pour y accueillir le musée d'archéologie. En 1765, Louis XV confirma l'existence du séminaire des prêtres irlandais. Un droit d'inspection sur les études fut réservé à l'Université de Nantes, qui donna place dans ses conseils à deux professeurs du séminaire.

## Séminaire de Paris et de Bordeaux
Un séminaire des Prêtres irlandais, ou collège des Lombards, avait également été établi dès 1675 à Paris, rue des Carmes, par Patrice Magin, qui comptait 163 prêtres étudiants en 1764, puis plus tard à Bordeaux, auquel des négociants adressent leurs dons.